# Jan Krásl
Johan Josef Krásl , češki hokejist, * 10. avgust 1899, Chlumec nad Cidlinou, Hradec Králové, Avstro-ogrska, † 17. marec 1980, Češka.
Krásl je v za češkoslovaško reprezentanco natopil na dveh olimpijskih igrah in dveh evropskih prvenstvih, kjer je bil dobitnik ene srebrne medalje.